# Danzas

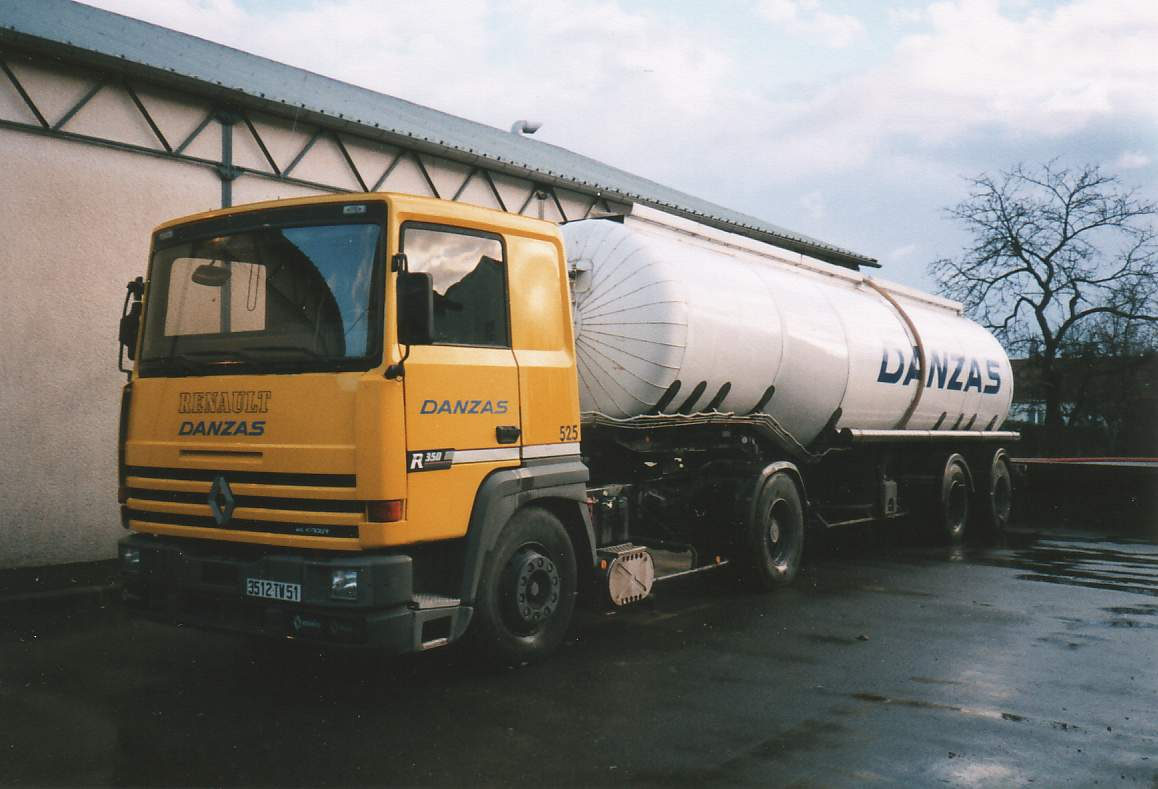
En lastbil från Danzas.

Danzas var en schweizisk speditionsfirma som 1999 köptes upp av Deutsche Post. 2006 försvann Danzas som varumärke inom Deutsche Post-koncernen då företaget gick upp i DHL.
Danzas grundades 1815 då den före detta franska officeren Marie Mathias Nicolas Louis Danzas gick in i företaget som då drevs av Michel L'Evêque-Moll i Bourglibre. Senare flyttade Danzas sitt huvudkontor till Schweiz. 1999 köptes företaget upp av Deutsche Post. Året därpå köpte Danzas upp det svenska speditionsföretaget ASG. 2006 slopade man varumärkena Danzas och Deutsche Post EuroExpress till förmån för DHL-varumärket. 